# Paládio de Raciária
Paládio de Raciária (em latim: Palladius) foi um teólogo ariano no final do século IV na cidade de Raciária (moderna Archar, na Bulgária), situada na época na província da Dácia no Império Romano do Oriente. Ele foi deposto juntamente com Segundiano de Singiduno (moderna Belgrado, na Sérvia) no Concílio de Aquileia de 381.

## História
O concílio de 381 foi um sínodo realizado no âmbito da disputa entre arianos e nicenos do século IV e um dos cinco realizados na cidade de Aquileia.
Paládio havia apelado ao imperador romano do Oriente para ter a oportunidade de se defender perante um concílio ecumênico das acusações que vinha sofrendo e não a um concílio formado apenas por bispos ocidentais, uma vez que Ambrósio, o bispo de Mediolano (moderna Milão) já havia assegurado ao imperador romano do ocidente que assuntos como a ortodoxia doutrinária de apenas dois bispos poderia, sem dúvida, ser resolvida por um pequeno concílio dos bispos da Diocese da Itália apenas. Política e cristologia estavam inextricavelmente misturadas no século IV: "Você urdiu, como parece indicar este documento sagrado [a convocação de Graciano anexa] que apresentou, que este não deve ser um concílio geral e ecumênico: na ausência de nossos colegas, não podemos responder" era a posição de Paládio.
Ambrósio propôs que a carta de Ário ao bispo de Alexandria Alexandre fosse lida em detalhes e Paládio fosse chamado para defender ou condenar cada proposição considerada herética ali. Ário defendia que apenas o Pai é eterno; os católicos nicenos insistiam que o Filho era co-eterno. Paládio citou as Escrituras, que Ambrósio conseguiu contornar. Para isso, baseou-se em fórmulas verbais acordadas recentemente pela autoridade da Igreja e Paládio se recusou a admitir a legitimidade do procedimento. Os outros bispos pronunciaram um anátema em todos as acusações, de forma unânime, e o assunto se resolveu. Os fragmentos que sobreviveram dos registros do concílio revelam o caráter de Ambrósio e forma como ele argumentava. De Paládio, conta Vigílio, um bispo de Tapso no século V, que ele escreveu, depois da morte de Ambrósio (397), uma resposta às obras dele contra o arianismo contra a qual próprio Vigílio escreveu uma outra.